# Laxe
Laxe è un comune spagnolo di 3 313 abitanti situato nella comunità autonoma della Galizia.
Laxe è la dicitura gallega, assunta ufficialmente dal 1985. Fino ad allora il comune si è chiamato Lage, secondo la dicitura spagnola.

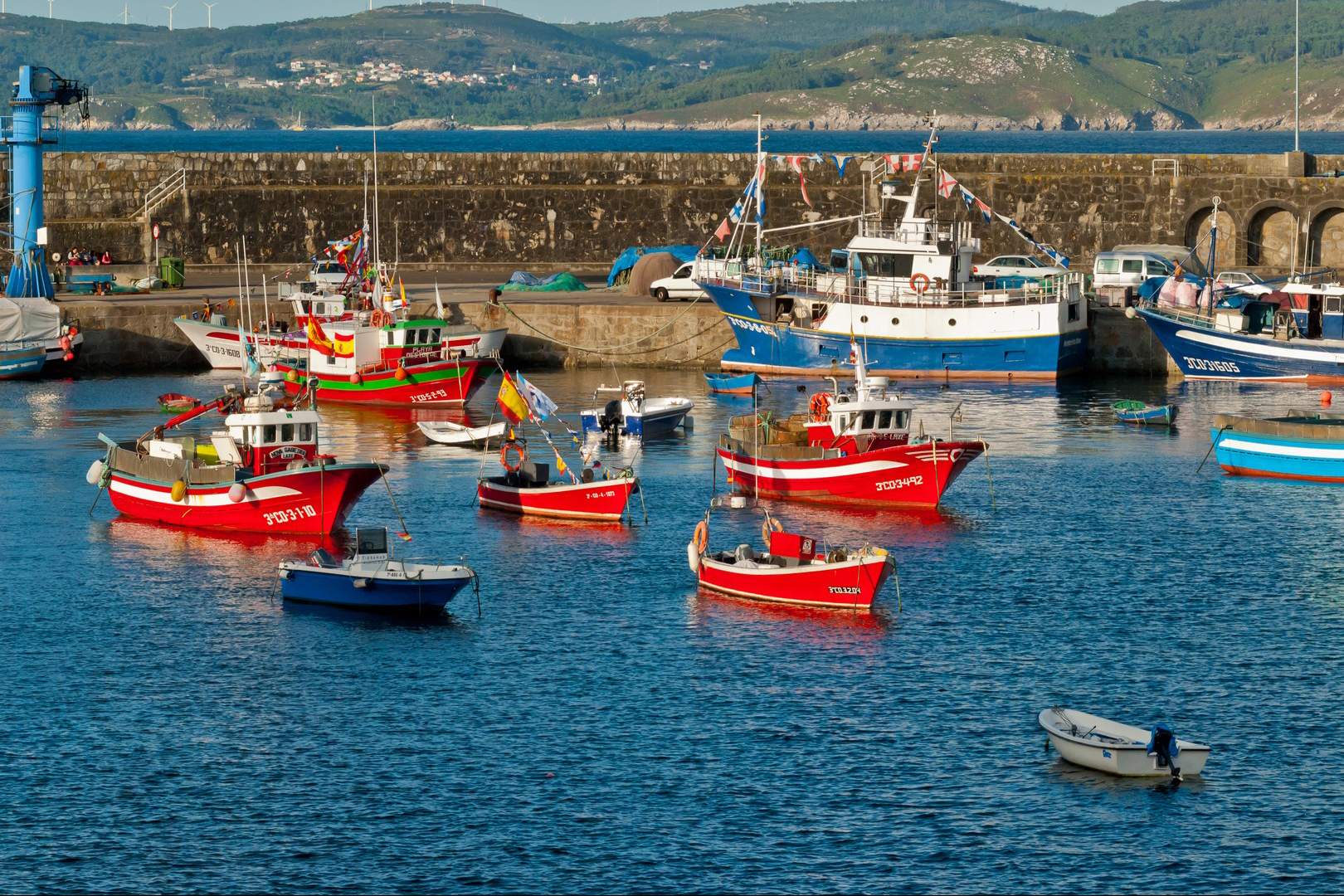
El puerto de Laxe